# Потняні
45°24′ пн. ш. 18°19′ сх. д. / 45.4° пн. ш. 18.31° сх. д.
Потняні (хорв. Potnjani) — населений пункт у Хорватії, в Осієцько-Баранській жупанії у складі громади Дренє.

## Населення
Населення за даними перепису 2011 року становило 497 осіб.
Динаміка чисельності населення поселення:

## Клімат
Середня річна температура становить 10,97 °C, середня максимальна – 25,27 °C, а середня мінімальна – -6,14 °C. Середня річна кількість опадів – 706 мм.
| Клімат поселення                              | Клімат поселення | Клімат поселення | Клімат поселення | Клімат поселення | Клімат поселення | Клімат поселення | Клімат поселення | Клімат поселення | Клімат поселення | Клімат поселення | Клімат поселення | Клімат поселення | Клімат поселення |
| Показник                                      | Січ.             | Лют.             | Бер.             | Квіт.            | Трав.            | Черв.            | Лип.             | Серп.            | Вер.             | Жовт.            | Лист.            | Груд.            |                  |
| Середній максимум, °C                         | 5,75             | 8,01             | 12,67            | 17,18            | 22,13            | 25,27            | 25,05            | 24,59            | 20,60            | 15,28            | 9,31             | 5,37             |                  |
| Середня температура, °C                       | −0,19            | 2,10             | 6,71             | 11,22            | 16,19            | 19,32            | 21,09            | 20,60            | 16,62            | 11,30            | 5,31             | 1,40             |                  |
| Середній мінімум, °C                          | −6,14            | −3,89            | 0,80             | 5,30             | 10,24            | 13,40            | 17,10            | 16,62            | 12,62            | 7,30             | 1,37             | −2,6             |                  |
| Норма опадів, мм                              | 45               | 42               | 42               | 55               | 65               | 91               | 65               | 62               | 52               | 62               | 69               | 56               |                  |
| Середньомісячна швидкість вітру, м/с          | 2.18             | 2.40             | 2.70             | 2.60             | 2.30             | 2.10             | 2.10             | 1.90             | 1.90             | 2.00             | 2.10             | 2.20             |                  |
| Середньомісячна сонячна радіація, кДж/м²·день | 4284             | 6929             | 10871            | 15300            | 19263            | 21303            | 22162            | 20272            | 14932            | 9324             | 4838             | 3601             |                  |
| --------------------------------------------- | ---------------- | ---------------- | ---------------- | ---------------- | ---------------- | ---------------- | ---------------- | ---------------- | ---------------- | ---------------- | ---------------- | ---------------- | ---------------- |
| Джерело:                                      |                  |                  |                  |                  |                  |                  |                  |                  |                  |                  |                  |                  |                  |